# Hiroshi Hase
Hiroshi Hase (馳 浩, Hase Hiroshi), né le 5 mai 1961 à Oyabe dans la préfecture de Toyama est un lutteur, un catcheur (lutteur professionnel) et un homme politique japonais.
En tant que lutteur, il représente son pays au cours des épreuves de lutte gréco-romaine aux Jeux olympiques d'été de 1984. Il devient ensuite catcheur deux ans plus tard d'abord au Canada au sein de la Stampede Wrestling puis à la New Japan Pro Wrestling. 
Il est aujourd'hui dans les rangs du Parti libéral-démocrate (PLD, droite) et membre de la Chambre des représentants (chambre basse de la Diète) depuis 2000 (pour le 1er district de la préfecture d'Ishikawa de 2000 à 2003 et de 2005 à 2009, et pour le bloc proportionnel de Hoku-shin'etsu de 2003 à 2005 et depuis 2009), après avoir siégé à la Chambre des conseillers (la chambre haute du parlement japonais) pour la préfecture d'Ishikawa de 1995 à 2000.
Entre le 7 octobre 2015 et le 3 août 2016, il est ministre de l'Éducation, de la Culture, des Sports, des Sciences et de la Technologie.
Il est élu au poste de gouverneur de la préfecture d'Ishikawa en mars 2022.

## Jeunesse et participation aux Jeux olympiques
Hase étudie la littérature à l'Université Senshu (en) et fait aussi de la lutte. Il participe aux épreuves de lutte gréco-romaine aux Jeux olympiques d'été de 1984 où il perd ses deux combats de la phase de groupe et se classe dernier de la catégorie des poids lourd légers. Après les Jeux, il enseigne la littérature classique japonaise dans le lycée Seiryo de la préfecture d'Ishikawa. Il applique des châtiments corporels notamment des coups de bambou à ses élèves au cours des activités extra-scolaires.

## Carrière de catcheur

### New Japan Pro Wrestling
Hase commence sa carrière comme lutteur amateur, il représente le Japon aux Jeux olympiques d'été de 1984 à Los Angeles. Il commence sa carrière de catcheur à Calgary chez Stu Hart, sous un masque, il forme une équipe du nom de Viet Cong Express avec Fumihiro Niikura. À son retour au Japon, Hase catche pour la NJPW en junior heavyweight division, il remporte le titre IWGP Jr. en deux occasions au cours des années 1980. Durant les années 1990, Hase catche contre les plus grands catcheurs de la NJPW et de la AJPW. Hiroshi Hase rencontre le Great Muta et décide de former une équipe.
Hase et Muta sont souvent partenaires. Ils remportent le titre IWGP Tag Team Championship deux fois, avec une victoire sur les Steiner Brothers, et gagnent le tournoi annuel deux fois. En solo il obtient le titre du WCW International World Heavyweight Championship (remplacé par le NWA World Heavyweight Championship) pendant deux semaines en 1994. En juillet 1995, Hase se lance dans la politique et est élu à la Diète du Japon (plus particulièrement à la Chambre des conseillers pour la préfecture d'Ishikawa sous les couleurs du PLD) comme ses prédécesseurs Antonio Inoki, et plus tard Atsushi Onita et The Great Sasuke. Hase désire quitter la NJPW, la All Japan Pro Wrestling décide alors de l'engager.

### All Japan Pro Wrestling
À la All Japan, Hase gère ses deux carrières car il est réélu en 2000 (cette fois-ci à la Chambre des représentants) et doit poursuivre sa carrière de catcheur. Il fait alors partie de l'écurie de Muto, avec Taiyō Kea et Jinsei Shinzaki Hase et Muto reforment leur équipe et rencontrent Jun Akiyama et Yuji Nagata le 8 octobre. Le 27 août 2006, Hase décide de mettre un terme à sa carrière, il catche alors pour la dernière fois. Il fait équipe avec Katsuhiko Nakajima et Satoshi Kojima face à TARU, Kohei Suwama, et "brother" YASSHI of the Voodoo Murderers. Il fait le tombé sur YASSHI avec son Northern Lights Suplex. La semaine suivante, il est élu par le Wrestling Observer Newsletter Hall of Fame.

## Carrière politique
Membre de la Diète depuis 1995, d'abord au sein de la Chambre des conseillers puis à la Chambre des représentants, il se dispute depuis 2000 le 1er district électoral d'Ishikawa (qui correspond à la capitale préfectorale, Kanazawa) avec le démocrate (centre gauche) Ken Okuda. S'il le bat en 2000 et 2005, il est retour vaincu par ce dernier en 2003 et 2009 tout en étant réélu à ces deux occasions grâce au scrutin proportionnel plurinominal dans le bloc de Hoku-shin'etsu. 
Au sein du PLD, il fait partie de la faction du Conseil pour la nouvelle politique (清和政策研究会, Seiwa Seisaku Kenkyūkai), plus connu sous le nom de Seiwakai (清和会), faction Machimura (du nom de son actuel président Nobutaka Machimura), ex-faction Fukuda (du nom de son fondateur en 1979, Takeo Fukuda) ou ex-faction Mōri (du nom de l'ancien Premier ministre Yoshirō Mori qui l'a longtemps dominé). Il s'agit de la plus importante tendance interne du parti depuis la fin des années 1990, ayant donné tous les Premiers ministres entre 2000 et 2008, et elle milite pour une réforme approfondie tant du PLD (notamment par l'abolition justement du jeu des factions) que du pays (par la dérégulation, la déréglementation et la privatisation afin de lutter contre la bureaucratie). Partisan de la politique de Jun'ichirō Koizumi (Premier ministre de 2001 à 2006, lui-même issu du Seiwakai), il a soutenu par la suite les candidats à la présidence du PLD militant pour la continuation des réformes libérales de ce dernier : Yuriko Koike en 2008 (battue par Tarō Asō) et Yasutoshi Nishimura en 2009.

## Palmarès
- New Japan Pro Wrestling
  - IWGP Junior Heavyweight Championship (2 fois)
  - IWGP Tag Team Championship (4 fois) avec Kensuke Sasaki (2) et Keiji Mutoh (2)
  - Super Grade Tag League (1993, 1994) avec Keiji Mutoh
  - WCW International World Heavyweight Championship (1 fois)

- Stampede Wrestling
  - Stampede International Tag Team Championship (1 fois) avec Fumihiro Niikura
  - Membre du Stampede Wrestling Hall of Fame

- Wrestling Observer Newsletter awards
  - Match de l'année (1991) avec Kensuke Sasaki vs. Rick et Scott Steiner au  WCW/New Japan Supershow, 21 mars à Tokyo, Japon.
  - Meilleur catcheur technique (1993)

- Membre du Wrestling Observer Hall of Fame (intronisé en 2006)

- Power Slam Magazine
  - Classement Power Slam 500 : 15e en 1994.